# Horst Baier (Politiker, 1949)
Horst Baier (* 15. August 1949 in Billings) ist ein deutscher Kommunalpolitiker (SPD).

## Werdegang
Baier besuchte von 1956 bis 1964 die Volksschule Pfungstadt und von 1964 bis 1966 die Berufsschule „Friedrich List“ in Darmstadt. Zwischen 1966 und 1975 absolvierte er mehrere Verwaltungslehrgänge beim Hessischen Verwaltungsschulverband in Darmstadt. 
Von 1973 bis 1990 arbeitete er als nebenamtlicher Zweigstellenleiter der Kreisvolkshochschule Darmstadt-Dieburg und von 1979 bis 1990 als nebenamtlicher Dozent für die Fächer „Kommunalrecht“ und „Finanzwesen“ an der Verwaltungs- und Fachhochschule Darmstadt. Von 1981 bis 1989 war er Leiter der Finanzverwaltung bei der Versorgungskasse für Beamten der Gemeinden und Gemeindeverbände in Darmstadt und Zusatzversorgungskasse.
Von 1990 bis 2013 war er Bürgermeister der Stadt Pfungstadt.